# 沙爾基夫希納 (霍羅爾區)
49°48′18″N 33°8′29″E / 49.80500°N 33.14139°E
沙爾基夫希納（烏克蘭語：Шарківщина），是烏克蘭中部的村莊，隸屬波爾塔瓦州的盧布尼區。該村處於克里瓦魯達河畔，分別距離納塔利夫卡0.5公里和科洛米采韋奧澤羅1.5公里，海拔高度128米，2001年人口52。